# فالف أنتي-شيت
فالف أنتي-شيت (بالإنجليزية: Valve Anti-Cheat)‏ يعرف اختصارا كـ VAC هو برمجية مكافحة الغش التي قامت بتطويره شركة فالف وهو جزء من منصة ستيم. تم إصداره للمرة الأولى مع لعبة كاونتر سترايك في عام 2002. خلال أسبوع واحد من نوفمبر 2006، كشف النظام عن أكثر من 10000 محاولة غش.
اعتبارا من يوليو عام 2014 يقدر أن أكثر من 2 مليون حساب ستيم قد تم حظرها من قبل النظام وهو يستخدم في عدة ألعاب على ستيم.